# Francesca Perini
Francesca Perini (Roma, 6 febbraio 1984) è un'attrice italiana.

## Biografia
Esordisce molto giovane in un film interpretato da Paolo Villaggio, intitolato Un bugiardo in paradiso (1998), regia di Enrico Oldoini. Nel 2000 interpreta una dei figli di Teo Teocoli in Bibo per sempre, regia di Enrico Coletti. In seguito si fa notare nella pubblicità dell'Opel Agila, nel videoclip dei Gazosa Ogni giorno di più, e nella miniserie televisiva di Rete 4 Occhi verde veleno, regia di Luigi Parisi, il cui titolo è riferito al colore dei suoi occhi. Prima che la sua carriera continui, soprattutto, sul piccolo schermo, partecipa al film Il più bel giorno della mia vita (2002), regia di Cristina Comencini, con Luigi Lo Cascio e Margherita Buy.
Partecipa a numerose produzioni filmiche destinate alla televisione, tra cui citiamo: le miniserie televisive Un papà quasi perfetto (2003), nel ruolo della figlia del protagonista, interpretato da Michele Placido, Padri e figli (2005), nel ruolo della figlia del protagonista Silvio Orlando, e alla serie televisiva Medicina generale (2007), nel ruolo di Katia De Santis, figlia di Angelo De Santis (Antonello Fassari). Nel 2006 appare nella miniserie televisiva Nassiryia - Per non dimenticare, con Raoul Bova e Claudia Pandolfi, e l'anno seguente interpreta il ruolo di Chicca, la figlia del personaggio Tea (interpretata da Rosanna Banfi) nella quinta stagione della serie televisiva di Raiuno Un medico in famiglia. Nel 2008 e nel 2009 è protagonista, insieme a Andrew Howe, dello spot pubblicitario del Kinder Bueno della Ferrero. Inoltre nel 2009 torna ad interpretare il ruolo di Katia De Santis nella seconda stagione di Medicina generale. Nel 2010, e nell'anno successivo, è tra i personaggi secondari di Un posto al sole, nel ruolo di Ilaria Pisano

## Filmografia

### Cinema
- Un bugiardo in paradiso, regia di Enrico Oldoini (1998)
- Ponte Milvio, regia di Roberto Meddi (2000)
- Bibo per sempre, regia di Enrico Coletti (2000)
- Il più bel giorno della mia vita, regia di Cristina Comencini (2002)
- A luci spente, regia di Maurizio Ponzi (2004)
- Fly Light, regia di Roberto Lippolis (2007)
- Ragazzi, regia di Cesare Fragnelli (2010)
- Oltre il mare, regia di Cesare Fragnelli (2011)

### Televisione
- Distretto di Polizia, regia di Renato De Maria (2000)
- Occhi verde veleno, regia di Luigi Parisi (2001)
- Don Matteo 3, regia di Andrea Barzini e Leone Pompucci - Episodio: La lettera anonima (2002)
- Carabinieri 2, regia di Raffaele Mertes (2003)
- Un papà quasi perfetto, regia di Maurizio Dell'Orso (2003)
- Padri e figli, regia di Gianni Zanasi e Gianfranco Albano (2005)
- Nassiryia - Per non dimenticare, regia di Michele Soavi (2006)
- Medicina generale, regia di Renato De Maria e Luca Ribuoli (2007)
- Un medico in famiglia, regia di Ugo Fabrizio Giordani, Isabella Leoni ed Elisabetta Marchetti (2007)
- Distretto di Polizia 9, regia di Alberto Ferrari, episodio  9x25 (2009)
- Medicina generale 2, regia di Francesco Miccichè e Luca Ribuoli (2009)
- Un posto al sole, registi vari (2010-2011)

### Cortometraggi
- Non succede mai niente, regia di Cristina Comencini (2001)
- La scarpa rossa, regia di Fabrizio Ancillai (2002)

### Videoclip
- Ogni giorno di più dei Gazosa, regia di Lorenzo Vignolo (2002)